# Wilhelmshof (Gemeinde Raabs)
Wilhelmshof (früher Wilhelmsdorf) ist eine Ortschaft und eine Katastralgemeinde der Stadtgemeinde Raabs an der Thaya im Bezirk Waidhofen an der Thaya im niederösterreichischen Waldviertel. Die Ortschaft hat keine Einwohner (Stand 1. Jänner 2024).

## Geografie
Der links der Mährischen Thaya gelegene Gutshof befindet sich nahe der Staatsgrenze zu Tschechien und ist über die Landesstraßen L8079 und L8080 erreichbar.

## Geschichte
Der Ort wurde früher Wilhelmsdorf genannt und bestand aus mehreren bäuerlichen Anwesen. Das Dorf wurde jedoch im Dreißigjährigen Krieg mehrmals von Truppen geplündert, worunter die überlebenden Bauern so schwer litten, dass sie den Ort im Jahr 1619 aufgaben.
Der heutige Gutshof wurde um 1650 als herrschaftliche Schäferei errichtet und darin bis zu 2000 Schafe gehalten. Deren Wolle bildete die Grundlage für zahlreiche Tuchmacher im nordöstlichen Waldviertel. Laut Adressbuch von Österreich war im Jahr 1938 in Wilhelmshof eine Landwirtschaft mit Direktvertrieb ansässig.

## Siedlungsentwicklung
Zum Jahreswechsel 1979/1980 befanden sich in der Katastralgemeinde Wilhelmshof keine Bauflächen und 2 Gärten auf 935 m², 1989/1990 gab es 1 Baufläche, ebenso 1999/2000. 2009/2010 bestand 1 Gebäude auf 4 Bauflächen.

## Bodennutzung
Die Katastralgemeinde ist landwirtschaftlich geprägt. 134 Hektar wurden zum Jahreswechsel 1979/1980 landwirtschaftlich genutzt und 41 Hektar waren forstwirtschaftlich geführte Waldflächen. 1999/2000 wurde auf 133 Hektar Landwirtschaft betrieben und 41 Hektar waren als forstwirtschaftlich genutzte Flächen ausgewiesen. Ende 2018 waren 132 Hektar als landwirtschaftliche Flächen genutzt und Forstwirtschaft wurde auf 41 Hektar betrieben. Die durchschnittliche Bodenklimazahl von Wilhelmshof beträgt 38,4 (Stand 2010).